# Statskuppet i 1784
Statskuppet i 1784 var en paladsrevolution, som kronprins Frederik (den senere kong Frederik 6.) foretog mod Guldberg-styret den 14. april 1784. Efter kuppet fik prinsen titel af "kronprinsregent", hvilket han var indtil sin far Christian 7.s død i 1808, hvorefter han var konge indtil sin egen død i 1839.

## Baggrund
Kong Christian 7. led af en sindssygdom, der gjorde ham ganske viljeløs og ude af stand til at regere. Derfor udvikledes der snart hofkliker omkring kongen med det formål at få kontrol over hans person, og dermed kontrol over statens regering. Den første, dette lykkedes for, var J.H.E. Bernstorff. Han efterfulgtes af Johann Friedrich Struensee, og da denne blev væltet ved et kup natten mellem 16. og 17. januar 1772, udfyldtes hans rolle af enkedronning Juliane Marie, dennes søn arveprins Frederik og Ove Høegh-Guldberg, som snart overtog den egentlige kontrol i regeringen.
J.H.E. Bernstorffs nevø Andreas Peter Bernstorff deltog også i denne nye regering som chef for Tyske Kancelli og udenrigsminister. Men han kom snart i konflikt med Høegh-Guldberg om princippet for regeringens førelse. Bernstorff ønskede mere udpræget kollegiestyrelse, hvilket ville resultere i en større spredning af magtens hos de forskellige chefer for kollegierne (således også ham selv), mens Høegh-Guldberg, enkedronningen og arveprinsen ønskede en bibeholdelse af kabinetsstyret, som sikrede dem grebet om regeringen, så længe de havde kontrollen over kongens underskrift, og derved i realiteten kunne udarbejde deres egne kabinetsordrer. Denne uenighed førte til, at Bernstorff blev afskediget 13. november 1780, og han trak sig tilbage til sine godser i Holsten. 
Men det var ikke udelukkende på grund af uenigheder om de politiske principper, der foranledigede Bernstorffs afskedigelse. Der var en anden vægtig grund; nemlig kronprins Frederik. Han var ikke længere et barn, og med sin fødselsdag i januar 1781 ville han fylde 13 år. Dette var myndighedsalderen ifølge Kongeloven, og det ville betyde, at han begyndte at få krav på at tage del i regeringen. Guldberg-styret frygtede, at Bernstorff ville alliere sig med kronprinsen og danne en vægtig opposition mod sig.

## Forberedelserne til kuppet
Historikeren Morten Petersen fremfører den teori, at det var hovmesteren for enkedronningens pager Niels Ditlev Riegels, som var den, der tog initiativ til kuppet Han tilføjer dog, at det aldrig vil være muligt at få fuld vished om dette, men at indicierne taler for det. Uanset hvem, der var inspiratoren til kuppet, så fremvoksede der snart, fra 1781 og frem, et virksomt oppositionsparti, der dog måtte arbejde i det skjulte. Kronprinsens kammerjunker Theodor Georg Schlanbusch havde fået overbevist denne om at indlede en korrespondance med Bernstorff. Riegels havde sørget for en sikker postrute til Bernstorff. Brevene blev sendt via Riegels' tidligere lærer, professor i Kiel, Johan Andreas Cramer.
Bernstorff viste interesse for sagen, og dette satte yderligere fart på projektet på Christiansborg. Snart blev mere indflydelsesrige personer såsom Christian Ditlev Reventlow, Johan Ludvig Reventlow, Ernst Heinrich von Schimmelmann, Joachim Otto Schack-Rathlou, Hans Henrik von Eickstedt og Johan Bülow involverede. Disse adelige og mere magtfulde personer skubbede snart de laverestående hofansatte til side og overtog styringen i kupplanerne.
Schlanbusch, som var noget drikfældig, var kommet til at tale over sig til sin forlovede. Rygtet om kuppet, der var blevet sat til at skulle foregå i påsken 1783, florerede på slottet. På grund af denne fejltagelse måtte kuppet udskydes. Kronprinsen sørgede desuden for, at Schlanbusch blev forflyttet til et embede i Norge. Riegels mistede også indflydelsen i kupplanlægningen, men fik alligevel, efter at det var overstået, tildelt en pension på 1200 rigsdaler om året.

## Kuppet
På trods af kronprinsens alder var han endnu ikke blevet konfirmeret. Guldbergstyret havde bevidst udskudt denne begivenhed, der endelig ville bekræfte kronprinsen voksenstatus. Men i 1784, da kronprins Frederik fyldte 16 år, kunne dette efterhånden ikke udskydes længere. Han blev derfor konfirmeret 4. april, og den 14. april skulle han første gang møde op i gehejmestatsrådet som fuldgyldigt medlem. Guldberg-styret havde prøvet at modvirke kronprinsens indflydelse i statsrådet ved at fastsætte, at Høegh-Guldberg og to andre loyale embedsmænd skulle indtræde i rådet på samme dato. 
Kuppet var allerede planlagt, og datoen var fastsat til netop dagen for kronprinsens indtrædelse i rådet. Planen var, at kronprinsen som det første i statsrådet skulle oplæse en resolution, der ophævede kabinetstyret, og derefter sikre sig kongens underskrift på dokumentet. Udenfor ventede kronprinsens medsammensvorne. Planen lykkedes, kronprinsen formåede at overrumple de langt mere politisk erfarne modstandere ved sin oplæsning, og han lagde dokumentet foran kongen, som viljeløst underskrev det. Arveprinsen løb frem for at få fat i disse, men kronprinsen fik fat i dem og holdt dem tæt ind til sig. På grund af tumulten blev kongen opskræmt og flygtede ind i det tilstødende værelse. Arveprinsen fulgte i hælene på ham og låste døren efter sig. Men på trods af at arveprinsen nu havde kontrol over kongens person, var han tvivlrådig. Han var uselvstændig, og det havde altid været hans moder, enkedronningen, der havde taget de vigtige beslutninger. Han forsøgte derfor at nå hen til hendes gemakker, som befandt sig i etagen nedenunder. Men på vejen derned blev han stoppet af kronprinsen og en regulær slåskamp om kongens person opstod. Ingen af de to prinser var særlig fysisk stærke. De var begge spinkle og arveprinsen skrutrygget og svagelig. Det var derfor kronprinsen, trods sin lidenhed, der til sidst løb af med sejren og fik fat i kongen. Arveprinsen måtte se sig slået og holdt inde med videre modstand.

## Følgerne
Der havde været truffet militære foranstaltninger i tilfælde af, at der var opstået væbnet modstand. En deling soldater stod klar udenfor slottet, men det blev aldrig nødvendigt for dem at træde til. De tidligere magthavere indså nederlaget og overgav sig til kronprinsens forgodtbefindende. Men denne afholdt sig fra noget retsopgør, og de tidligere ledere kunne trække sig tilbage til deres godser uden andet tab end deres embeder og indflydelse.
Kabinetsstyret var som nævnt blevet ophævet, og den egentlige regeringsmagt blev overflyttet til statsrådet under kronprins Frederiks ledelse. Illusionen om, at det var Christian 7. der regerede, blev dog fortsat opretholdt, og det var således stadig nødvendigt at få kongens underskrifter på kronprinsens forestillinger. Dette fortsatte lige til kongens død i 1808.
Med Bernstorff i spidsen indtrådte de nye ministre i regeringen, blandt andre Schack-Rathlou og Frederik Christian Rosenkrantz. Allerede i 1788 opstod der dog splittelse i denne regering i spørgsmålet om landboreformerne. Godsejerne Schack-Rathlou og Rosenkrantz var uenige i ophævelsen af stavnsbåndet og forlod regeringen. Derefter blev det reelt Bernstorff, der kom til at stå i spidsen for en langt mere reformvenlig linje. Ikke mindst i spørgsmålet om landboreformerne, men f.eks. også i forbindelse med trykkefriheden kom dette til udtryk.